# 小行星9421
小行星9421（英語：9421 Violilla）是一颗围绕太阳公转的小行星。1995年12月24日，S. P. Laurie在什罗普郡发现了此天体。
这颗小行星的绝对星等为26.68780等。